# Sunuapa
Sunuapa è un comune del Messico, situato nello stato di Chiapas.